# LimeSurvey
LimeSurvey (anteriormente PHPSurveyor) es una aplicación de software libre para la realización de encuestas en línea, escrita en PHP y que utiliza bases de datos MySQL, PostgreSQL o MSSQL. Esta utilidad brinda la posibilidad a usuarios sin conocimientos de programación el desarrollo, publicación y recolección de respuestas de sus encuestas.
Las encuestas incluyen ramificación a partir de condiciones, plantillas y diseño personalizado usando un sistema de plantillas web, y provee utilidades básicas de análisis estadístico para el tratamiento de los resultados obtenidos. Las encuestas pueden tener tanto un acceso público como un acceso controlado estrictamente por las claves que pueden ser utilizadas una sola vez (tokens) asignadas a cada persona que participa en la encuesta. Además los resultados pueden ser anónimos, separando los datos de los participantes de los datos que proporcionan, inclusive en encuestas controladas. 
Numerosos servicios de alojamiento web ofrecen servicio para LimeSurvey, tanto para una instalación personalizada o a través de un panel de control, como cPanel con Fantástico , Plesk  Archivado el 1 de diciembre de 2008 en Wayback Machine. y Virtualmin profesional.  (enlace roto disponible en Internet Archive; véase el historial, la primera versión y la última). LimeSurvey ha sido exportado por desarrolladores de third parties a varios sistemas de gestión de contenidos (CMS), como PostNuke  (enlace roto disponible en Internet Archive; véase el historial, la primera versión y la última)., XOOPS  y Joomla .

## Características internacionales
LimeSurvey está disponible en más de 49 idiomas y dialectos, y utiliza la codificación de caracteres UTF-8.  Entre las traducciones primarias se incluyen: albanés, euskera, chino, croata, danés, holandés, finés, francés, gallego, alemán, griego, húngaro, hebreo, italiano, japonés, portugués, ruso, serbio, esloveno, español, sueco, y muchas otras traducciones parciales.
Este servicio es similar a aplicaciones web como SurveyMonkey; la principal diferencia es que las tarifas aplicadas por LimeSurvey se basan en la cantidad de personas que responden la encuesta, y no en el tiempo que la encuesta está activa.

## Historia
LimeSurvey fue registrado como un proyecto SourceForge.net denominado PHPSurveyor el 20 de febrero de 2003 y en su origen fue escrito por el australiano desarrollador de software Jason Cleeland.  La primera versión pública, versión 0.93, se publicó el 5 de marzo de 2003. .
El proyecto generó rápidamente una amplia comunidad de usuarios, resultado de las avanzadas características de desarrollo como preguntas condicionales con ramificación, elementos de gestión y control, y el uso de plantillas.
En el año 2006 el liderazgo del proyecto se delegó en Carsten Schmitz, un director de proyectos IT alemán. El 17 de mayo de 2007, el proyecto cambió su nombre de PHPSurveyor a LimeSurvey, para hacer que la licencia de software fuera más fácil de gestionar al no incluir el nombre PHP.
El 29 de noviembre de 2007 LimeSurvey ganó el primer premio en concurso Les Trophées du Libre en la categoría de Corporate Management.
En 2008 LimeSurvey fue nominado en la categoría Mejor proyecto para Empresas  en la entrega de premios de la Comunidad SourceForge.net.

## Versión 2.0
El equipo de desarrollo de LimeSurvey está actualmente desarrollando la nueva versión LimeSurvey 2.0. El código fuente de LimeSurvey 2.0 está siendo escrito de nuevo desde el principio utilizando el enfoque MVC (Model-View-Controller) y el framework de PHP Yii. Además de los cambios estructurales del código para mejorar la modularidad, la nueva versión también tendrá una interfaz gráfica de usuario (GUI) mucho más accesible, con un nuevo diseño basado en AJAX - la modularidad y la accesibilidad de la GUI son los dos puntos en los que la actual versión 1.x, tiene mayores carencias.

## Trivia
LimeSurvey está situado en las primeras posiciones de SourceForge.net, con la posición general 99 de entre más de 100.000 proyectos hasta el 4 de junio de 2008.   Ha sido descargado más de 200.000 veces, y su estado de desarrollo está establecido como " 5 - Producción/Estable, 6 - Maduro ". 
En el proceso electoral presidencial del año 2004 en Estados Unidos, la Fundación para la Verificación del Voto, (Verified Voting Foundation) usó PHPSurveyor para reunir datos sobre la controversia e irregularidades en el proceso electoral. Identificó más de 13.500 incidencias en las primeras 10 horas, y fue seleccionado para formar parte del sistema de información de incidencias electorales. 
La traducción coreana ha sido creada por la Unidad de Policía de Cibercrimen de Corea del Sur.
Limesurvey se usa en muchos institutos para permitir a docentes y estudiantes administrar sus propias encuestas.